# Handelskrediet
Een handelskrediet is een krediet op korte of middellange termijn waarmee de import of de export van goederen kan worden gefinancierd. Het Van Dale Groot Woordenboek van de Nederlandse Taal 2009 omschrijft handelskrediet als "krediet voor geld- en goederenverkeer".

## Exportfinanciering
Voor elke handelstransactie zijn financiële middelen nodig. Bij exportfinanciering vraagt een ondernemer krediet aan voor de periode tussen het produceren van de goederen en het moment waarop hij inkomsten uit de verkoop van de goederen ontvangt. Hij moet namelijk de namelijk de grondstofkosten, de productiekosten en de verkoopkosten voorschieten. Ook moet hij eventuele betalingstermijn van zijn buitenlandse klant overbruggen.

## Importfinanciering
Bij importfinanciering gaat het om het verstrekken van krediet aan een afnemer als deze vooraf moet betalen voor de in te voeren goederen. De importeur krijgt pas betaald zodra hij de goederen heeft doorverkocht en de betalingstermijn van zijn klant is verstreken. 
Financiering voor de invoer van goederen kan ook met een documentair krediet worden verkregen. Hierbij verklaart een bank zich ten behoeve van de koper tegenover de verkoper bereid om onder bepaalde voorwaarden en tegen overgave van nauwkeurig omschreven documenten, te betalen of betalingsinstrumenten (een wissel) te verschaffen. Dit wordt ook wel Letter of Credit genoemd.